# Форт Сент-Анджело (Каннур)
Форт Сент-Анджело (також відомий як Форт Каннур або Каннур Котта) — форт, що виходить на Аравійське море, розташований 3 км від Каннура, міста в штаті Керала, на півдні Індії. 

## Історія

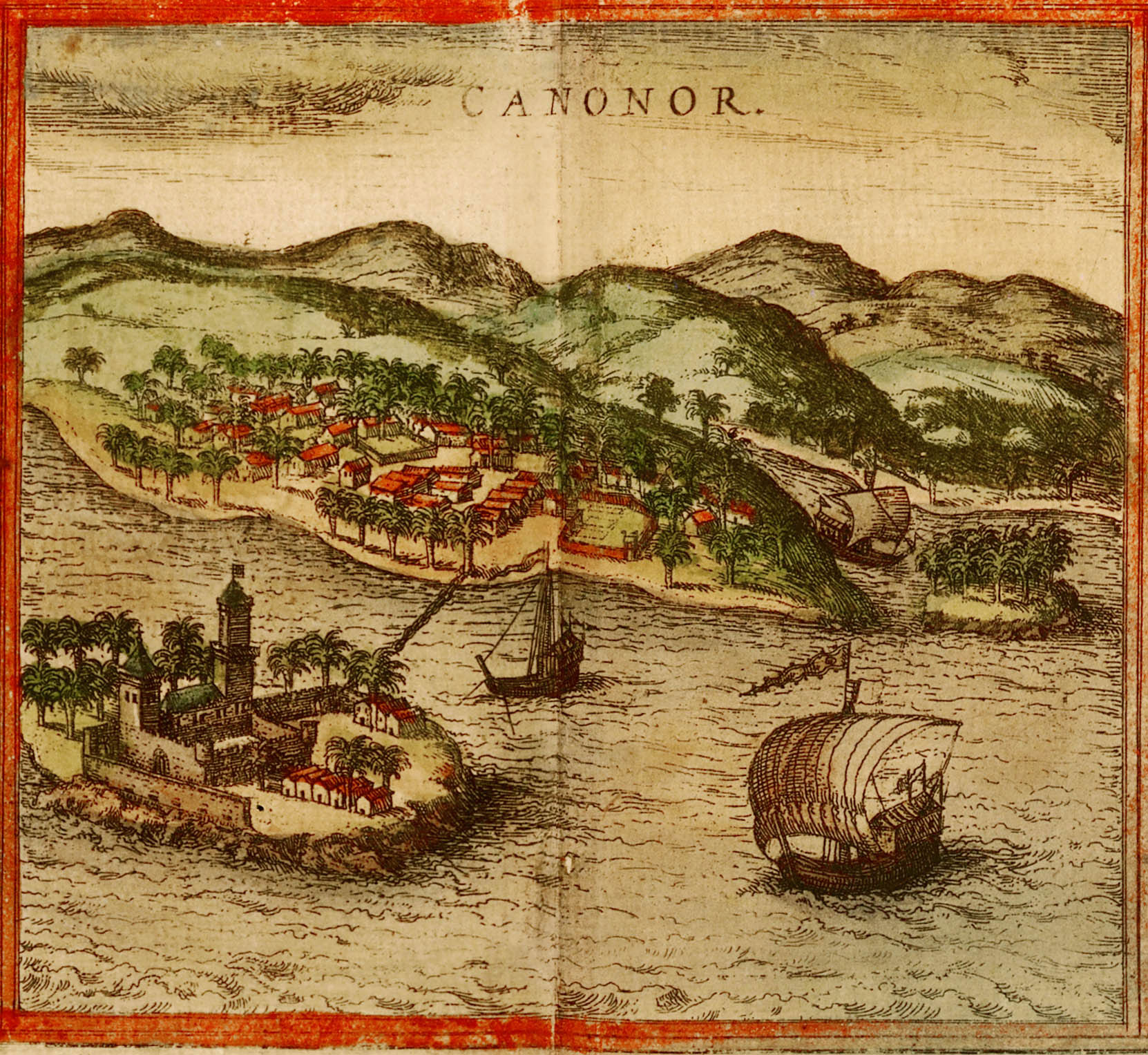
Форт в Каннурі в 1572 р.

У 1498 р. під час візиту Васко да Гами до Індії місцевий король Колатірі надав землю португальцям для побудови поселення в сучасній Кералі. 23 жовтня 1505 року він дав португальському лідеру Франсішку де Алмейді дозвіл на будівництво форту на цьому місці. Будівництво розпочалося вже наступного дня, 24 жовтня 1505 року, коли Гонсало Гіл Барбоса, португальський фактор Каннура, заклав фундамент. Будівництво дерев'яного форту було завершено 30 жовтня 1505 року: його першим капітаном став Луренко Брітто, який керував гарнізоном у 150 португальців і двома кораблями в морі. Після завершення форту Алмейда почав використовувати титул «Віце-король», а в 1507 році розпочав будівництво кам'яного форту на цьому місці.

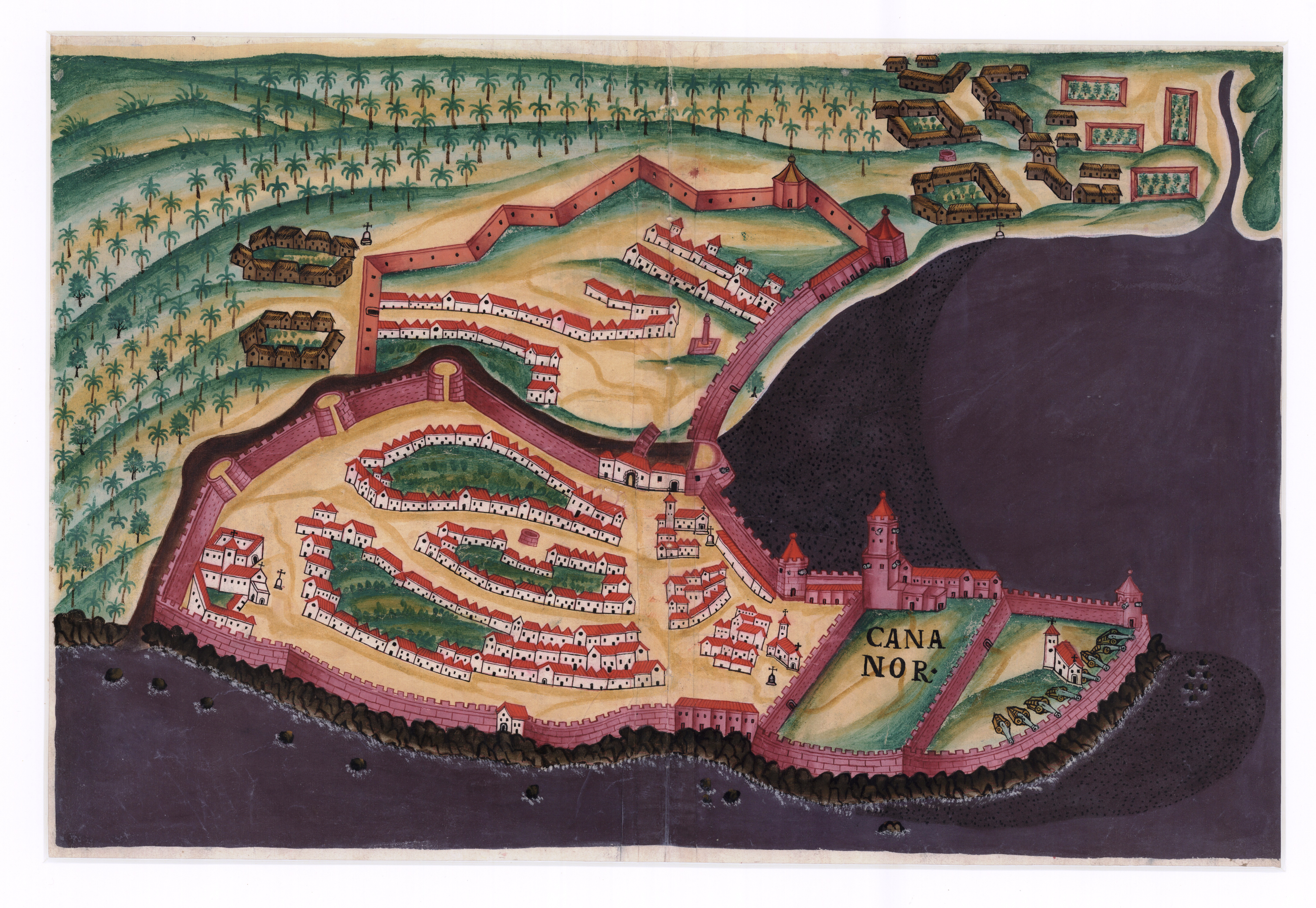
Форт у Каннурі в 1635 році

В 1506 році в гавані Каннура відбулась морська битва при Каннанурі, під час якої португальський флот на чолі з Лоуренсо де Алмейда (сином Франсішку де Алмейда) розбив флот заморина Калікуту. 
З квітня по серпень 1507 року форт в Каннурі  витримав потужну кількамісячну облогу 40-тисячного війська місцевого раджи за підтримки 20-тисячного допоміжного війська заморіна (правителя) Калікуту, поки 27 серпня 1507 року до Каннура не прибули кораблі 8-ї португальської Індійської армади на чолі з Тріштаном да Кунья, десант з якої допоміг зняти облогу.
6 грудня 1508 року Афонсу де Албукерке прибув у Каннур із наказом короля Португалії замінити Альмейду на посаді губернатора. Алмейда відмовився визнати Афонсу де Албукерке новим португальським губернатором і заарештував його в цій фортеці. Афонсу де Албукерке був звільнений після шестимісячного ув'язнення і став губернатором після прибуття великого маршала Португалії з великим флотом у жовтні 1509 р.

Форт забезпечував військові припаси для португальського завоювання Гоа та португальського завоювання Малаки. Оскільки місцеве португальське поселення в Канурі не мало джерел доходу, витрати форту покривалися за рахунок фінансування з Гоа, резиденції правління Португалії в Індії.

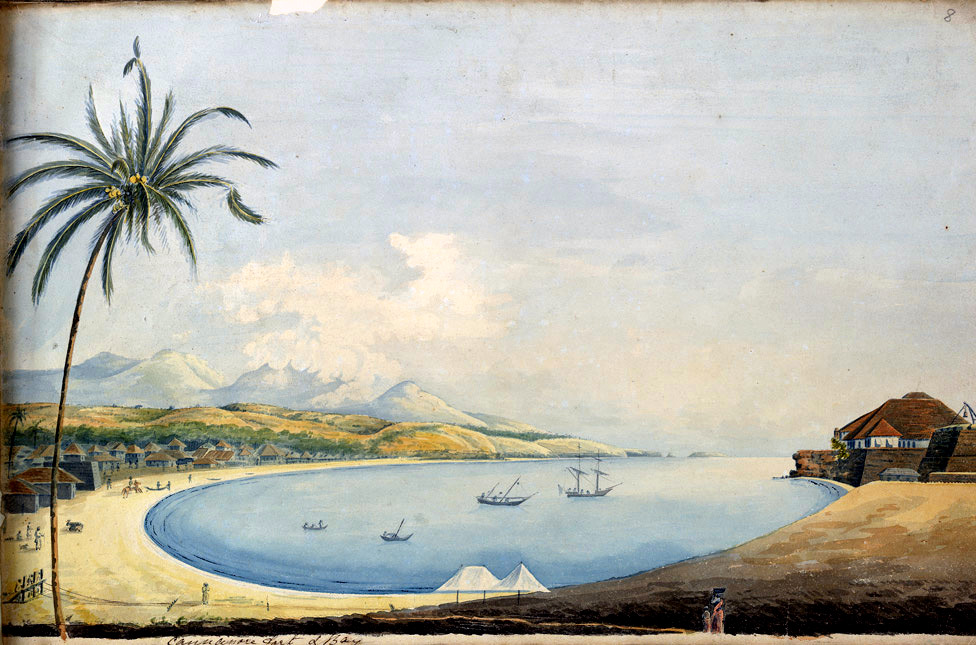
Форт Каннурі і затока '; акварель Джона Джонстона, c.1795-1801

15 лютого 1663 року голландці захопили форт у португальців. Вони модернізували форт і побудували бастіони Голландію, Зеландію та Фрисландію, які є основними рисами нинішньої структури. Оригінальний португальський форт був зруйнований пізніше. Зображення цього форту та риболовецького порома за ним можна побачити в Амстердамі Rijksmuseum. Голландці продали форт королю Алі Раджа з Араккалу в 1772 році. У 1790 році англійці захопили його і використовували його як головну військову базу в Малабарі до 1947 року.

Форт знаходиться в районі Каннура під охороною Археологічної служби Індії. Він досить добре зберігся. Форт святого Ангела — важлива історична пам'ятка та популярна туристична принада Каннуру.  

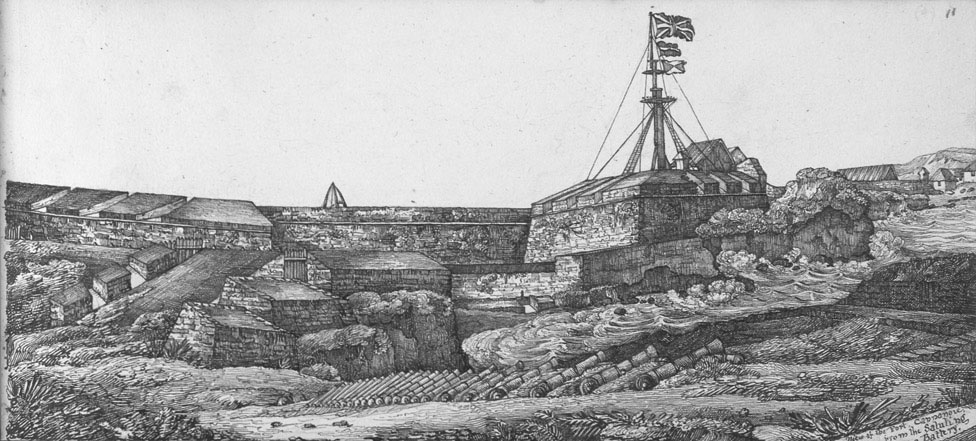
Форт у Каннурі

 У 2015 році у приміщеннях Форту було виявлено тисячі гарматних кульок, кожна вагою кілька кілограмів. Археологічна служба Індії, яка вела розкопки. Вважають, що вони були поховані на випадок війни.

## Поточний статус
Затока Моппіла та мечеть Аракал знаходяться біля форту. Зараз форт знаходиться під наглядом Археологічного обстеження Індії. Туристам дозволено в'їзд у форт кожного дня тижня між 8 ранку та 18 вечора.

## Галерея

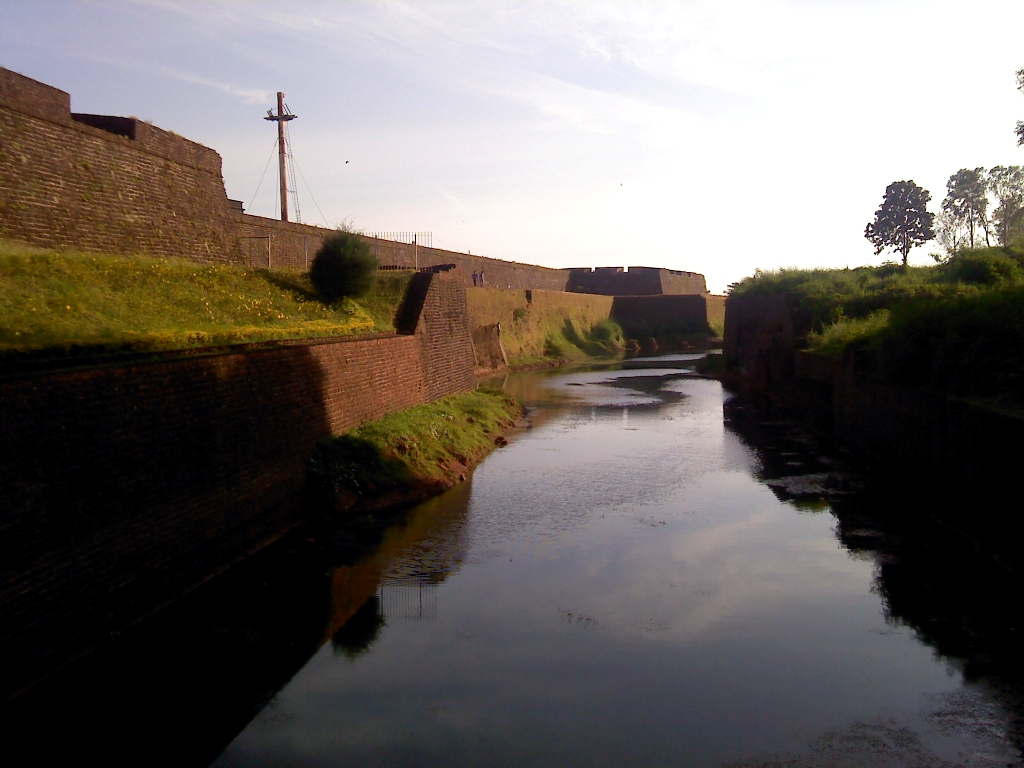
Форт Святого Ангела
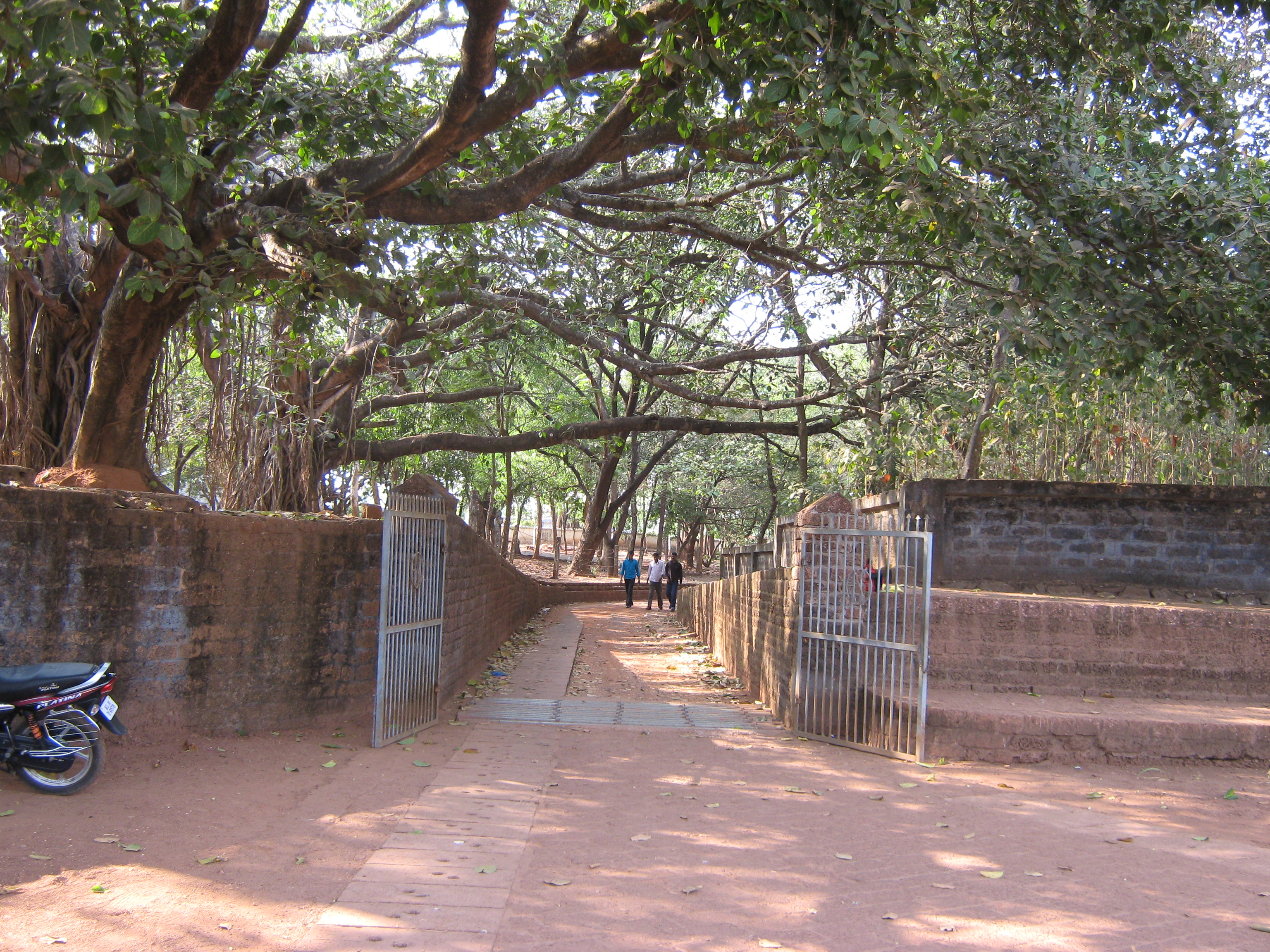
Ворота
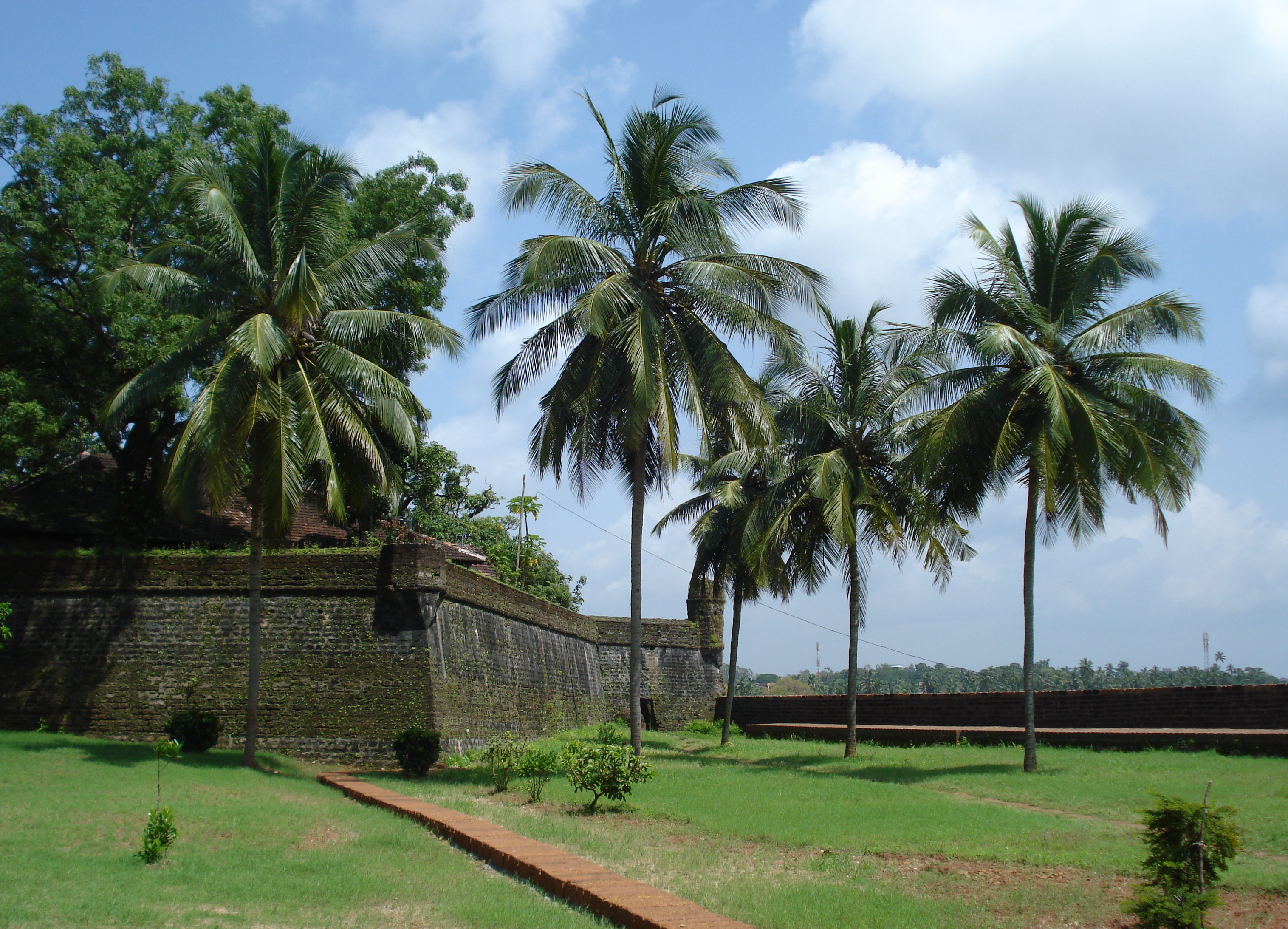
Форт Каннур, вид зсередини.
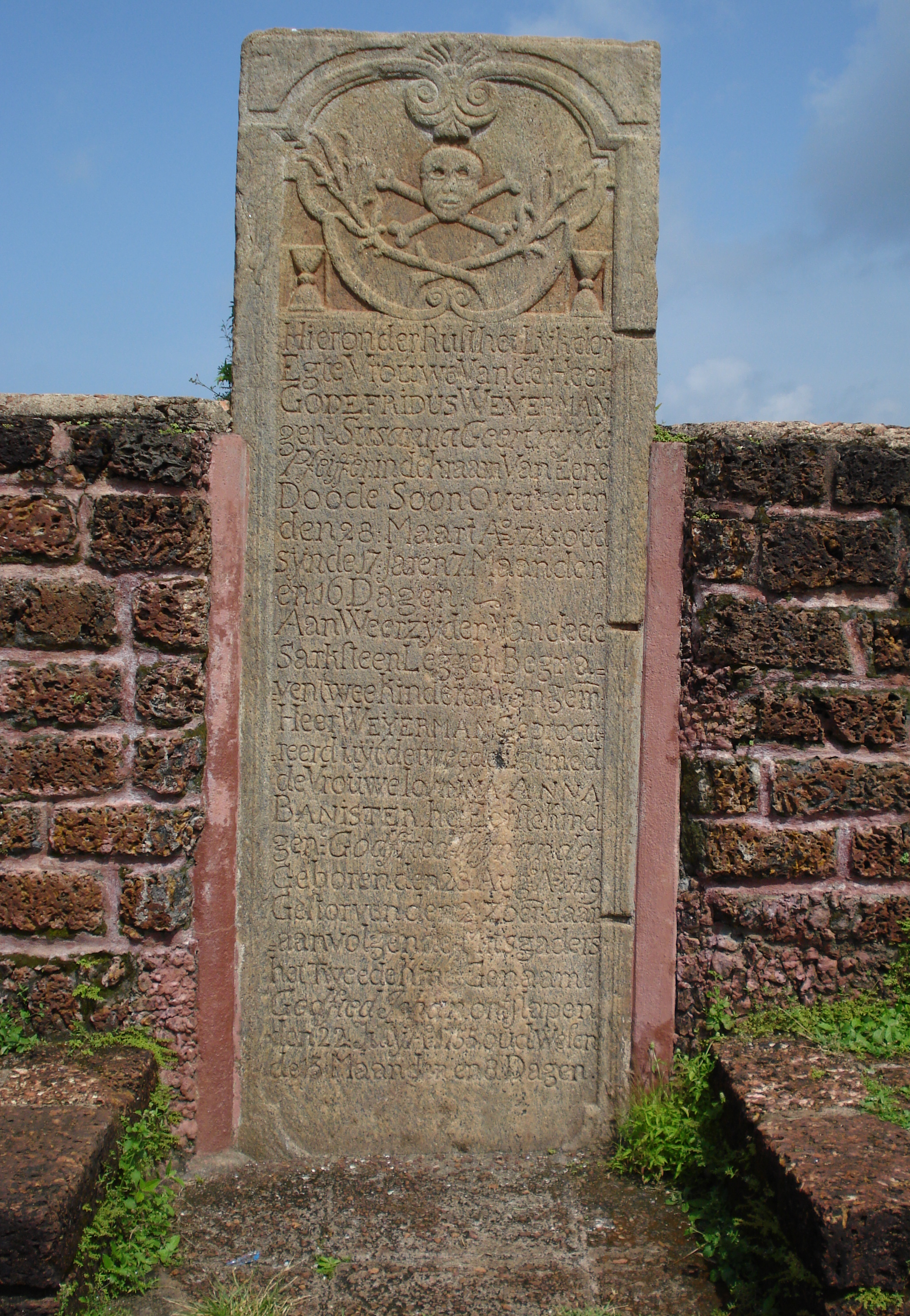
Могильний камінь голландських комендантів дружини та двох дітей
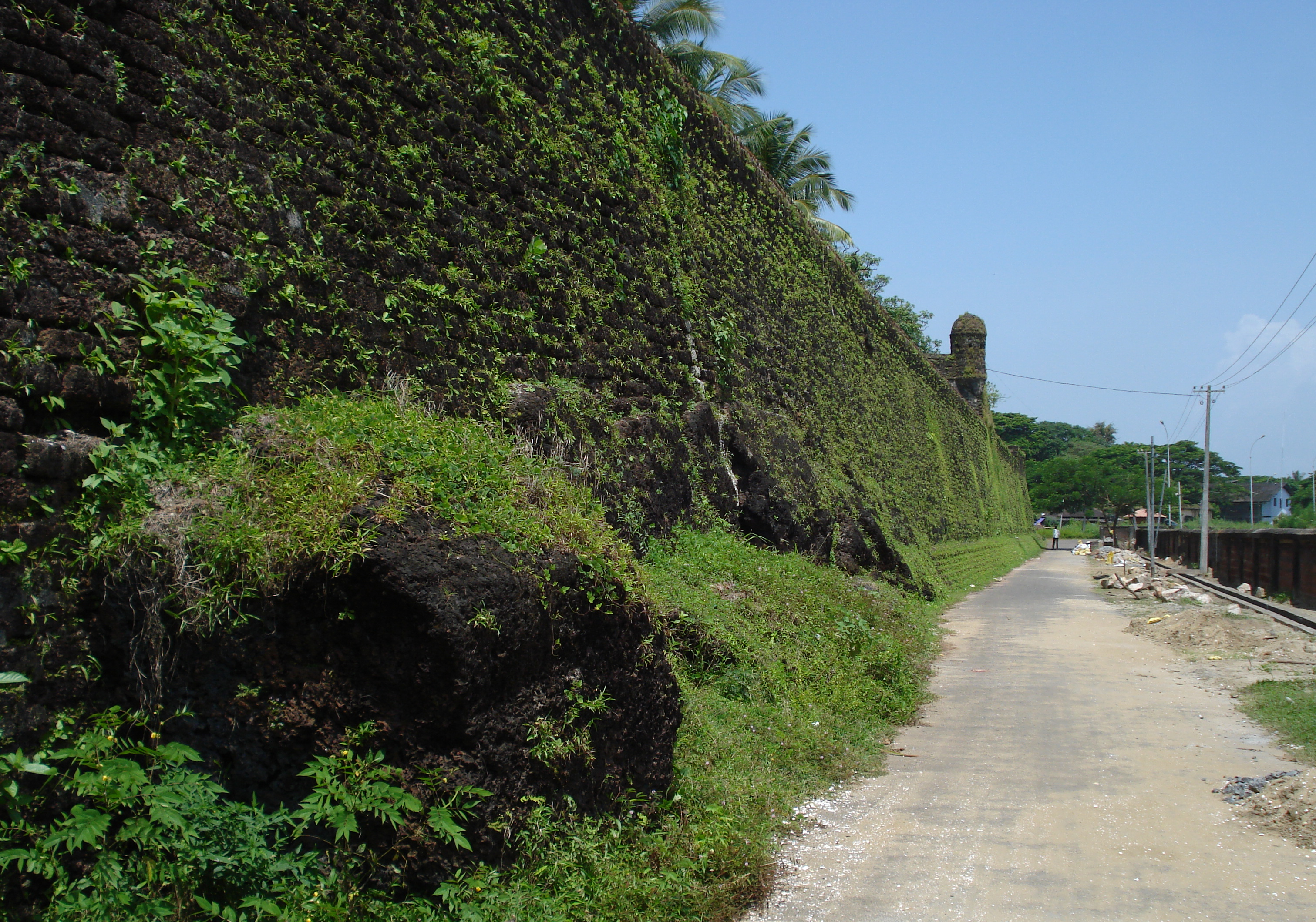
Сторожова вежа
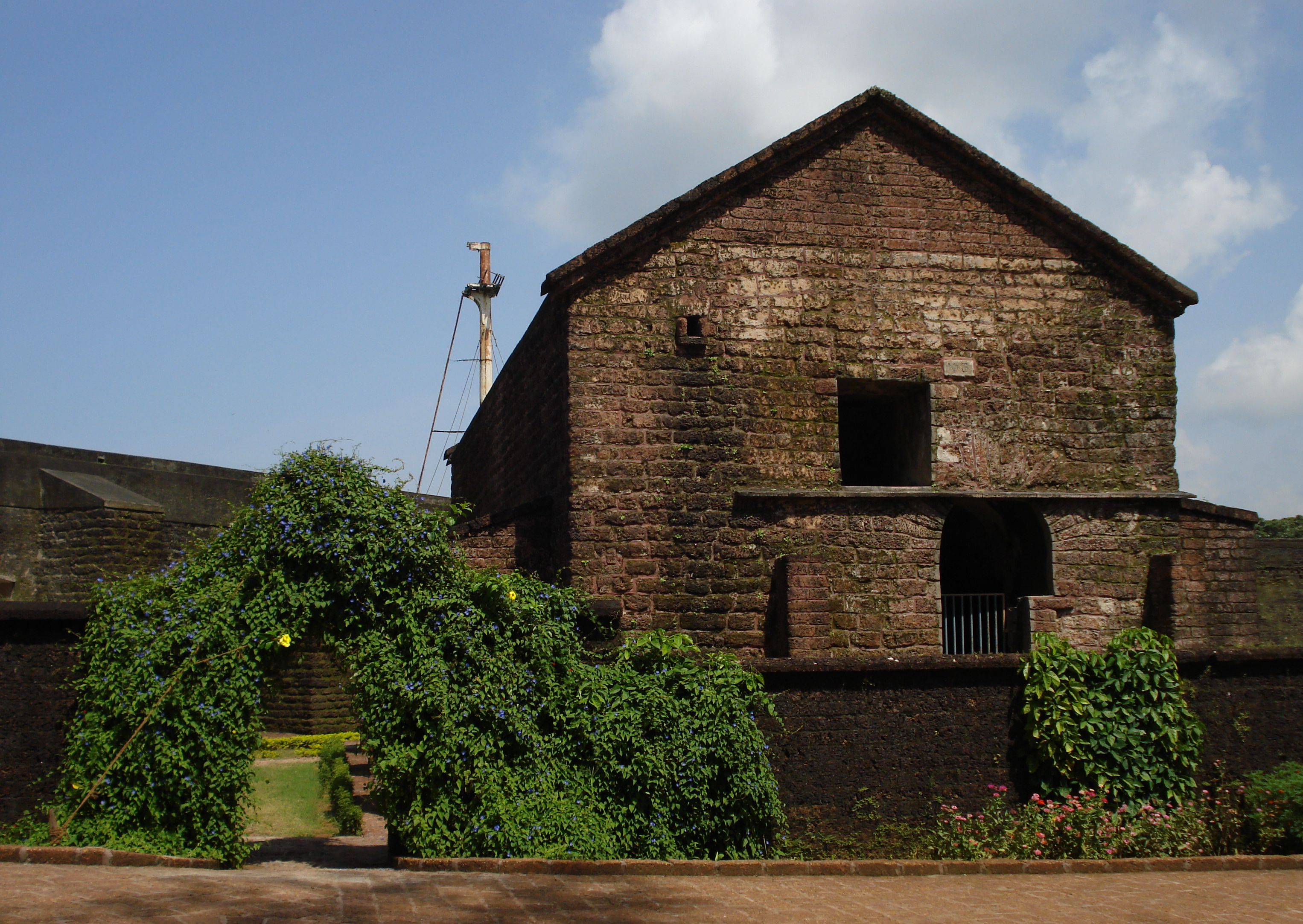
Каплиця всередині форту після реставрації.
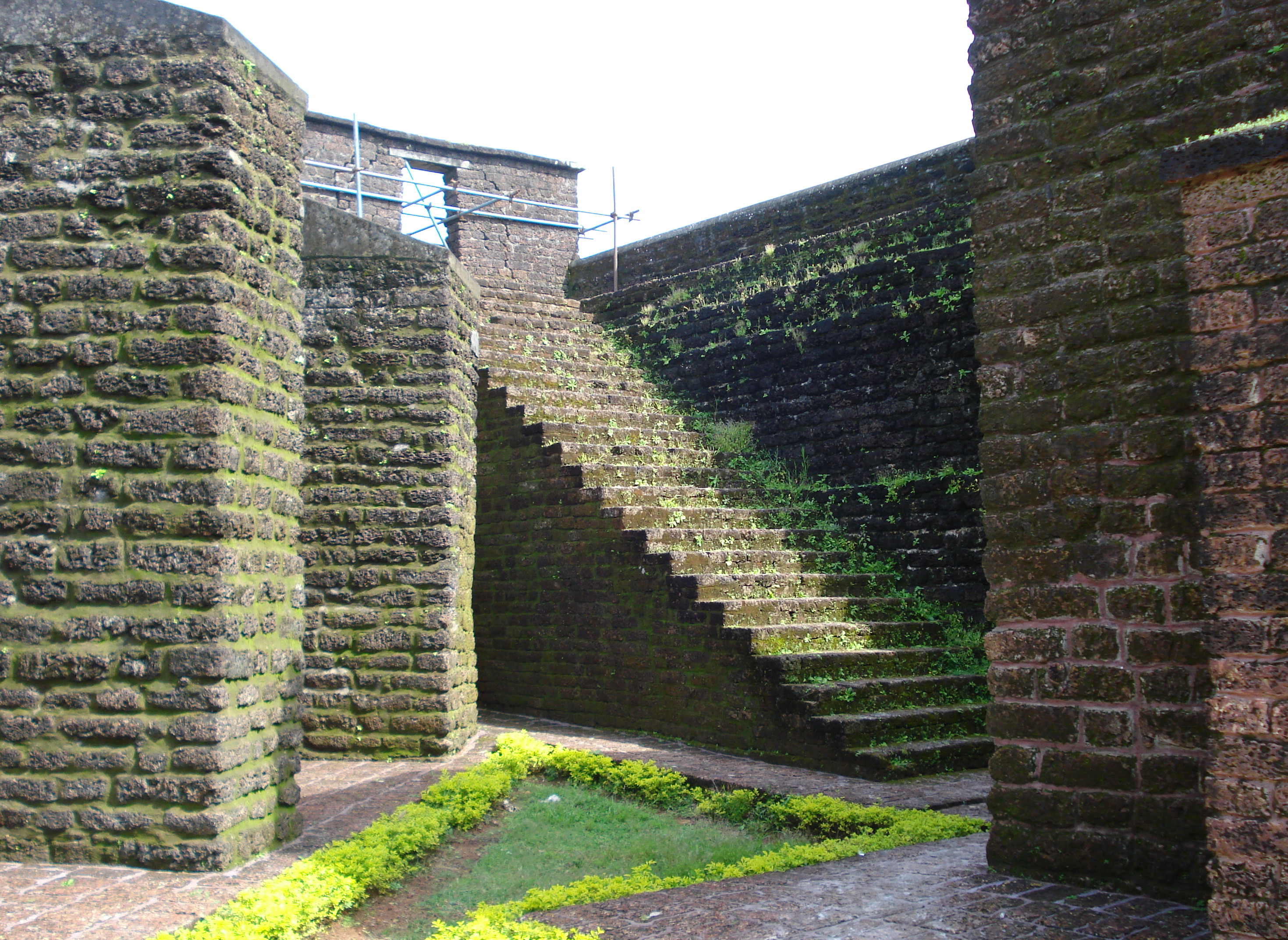
Сходи ведуть на вершину стіни форту. Зверніть увагу, що весь форт виготовлений з матеріалу латерита.
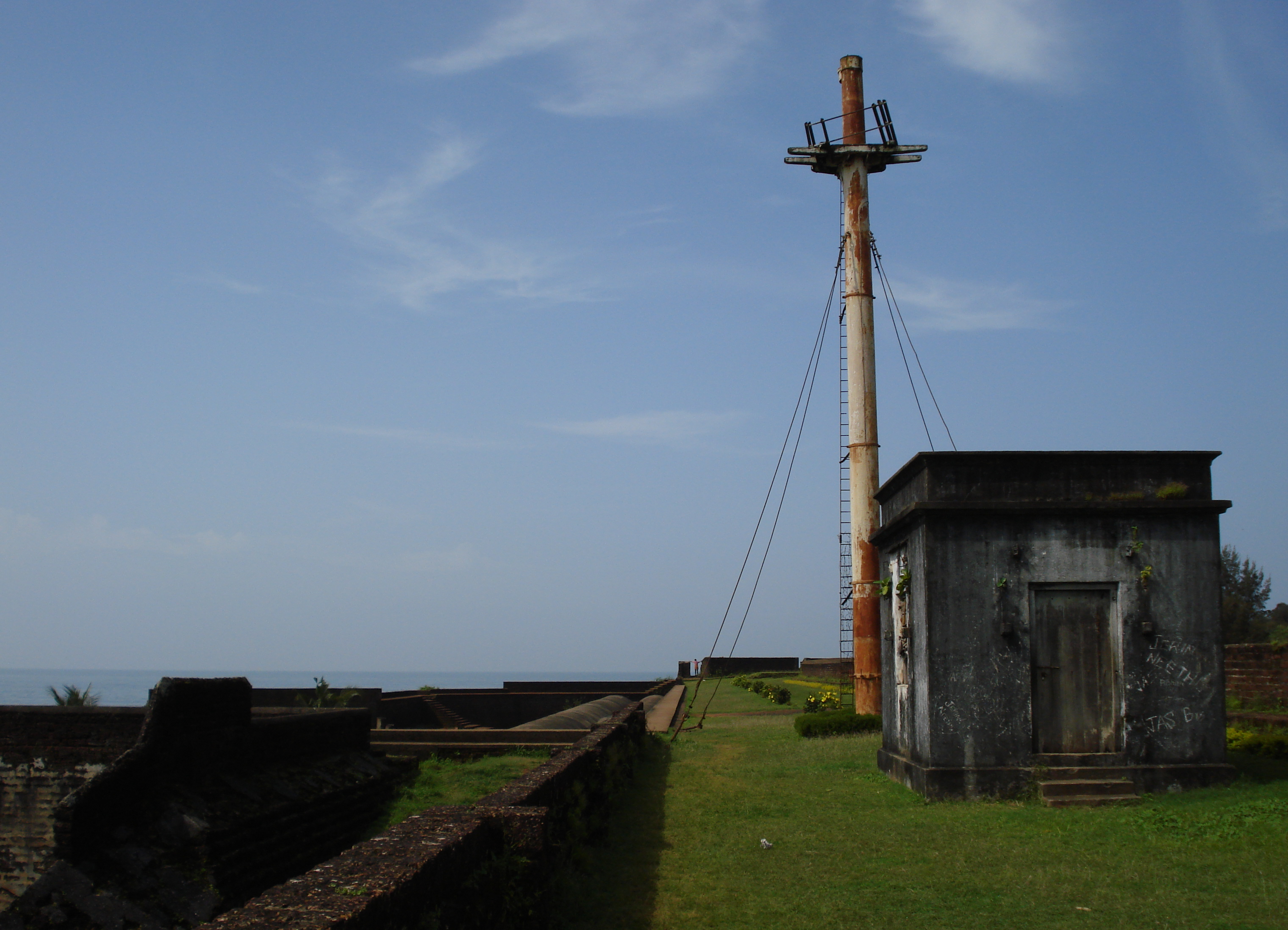
Залишки раннього маяка всередині форту
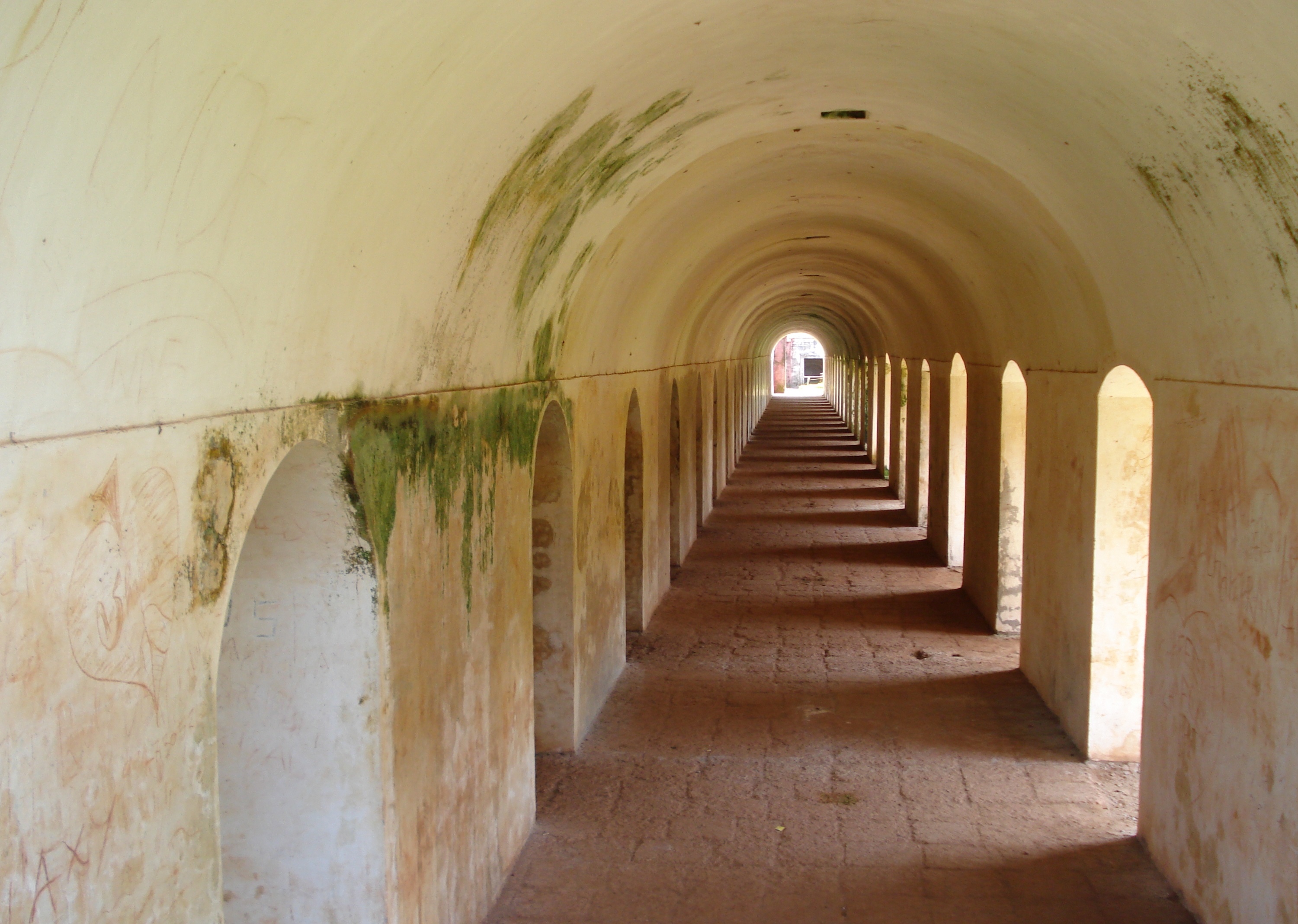
Вид зсередини армійських казарм
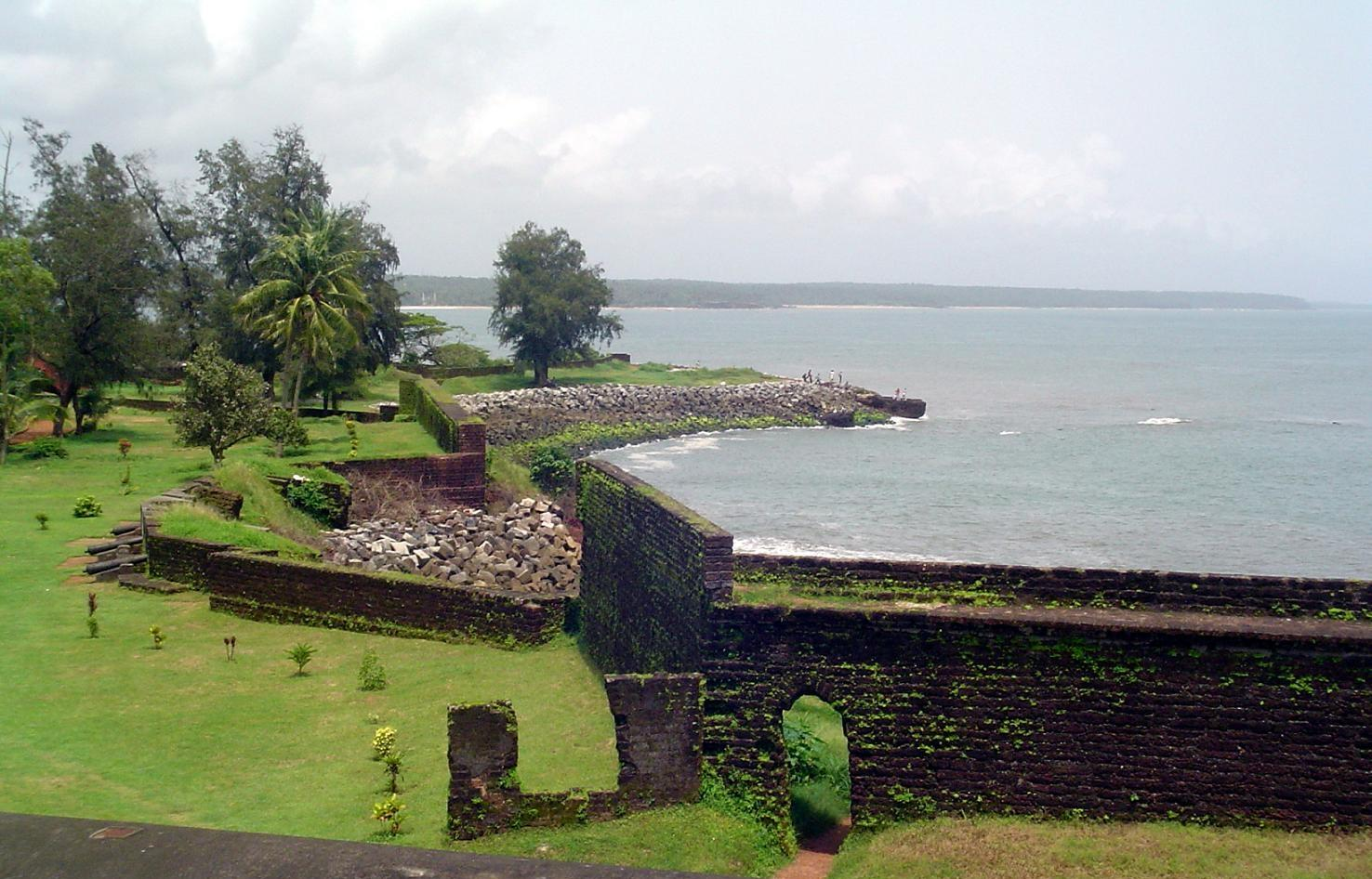
Ще один вид з вершини Стайні
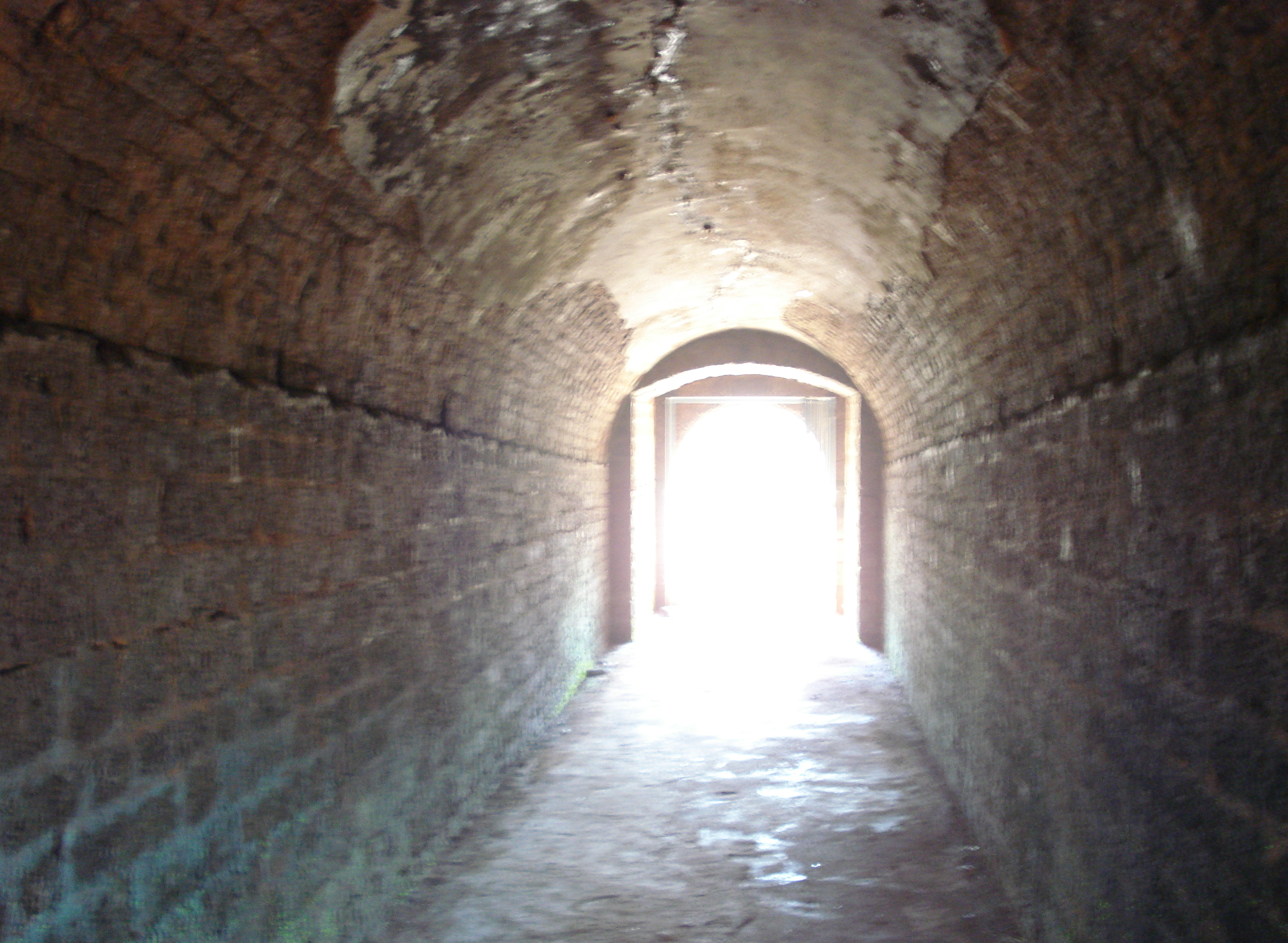
Старий вхід до форту
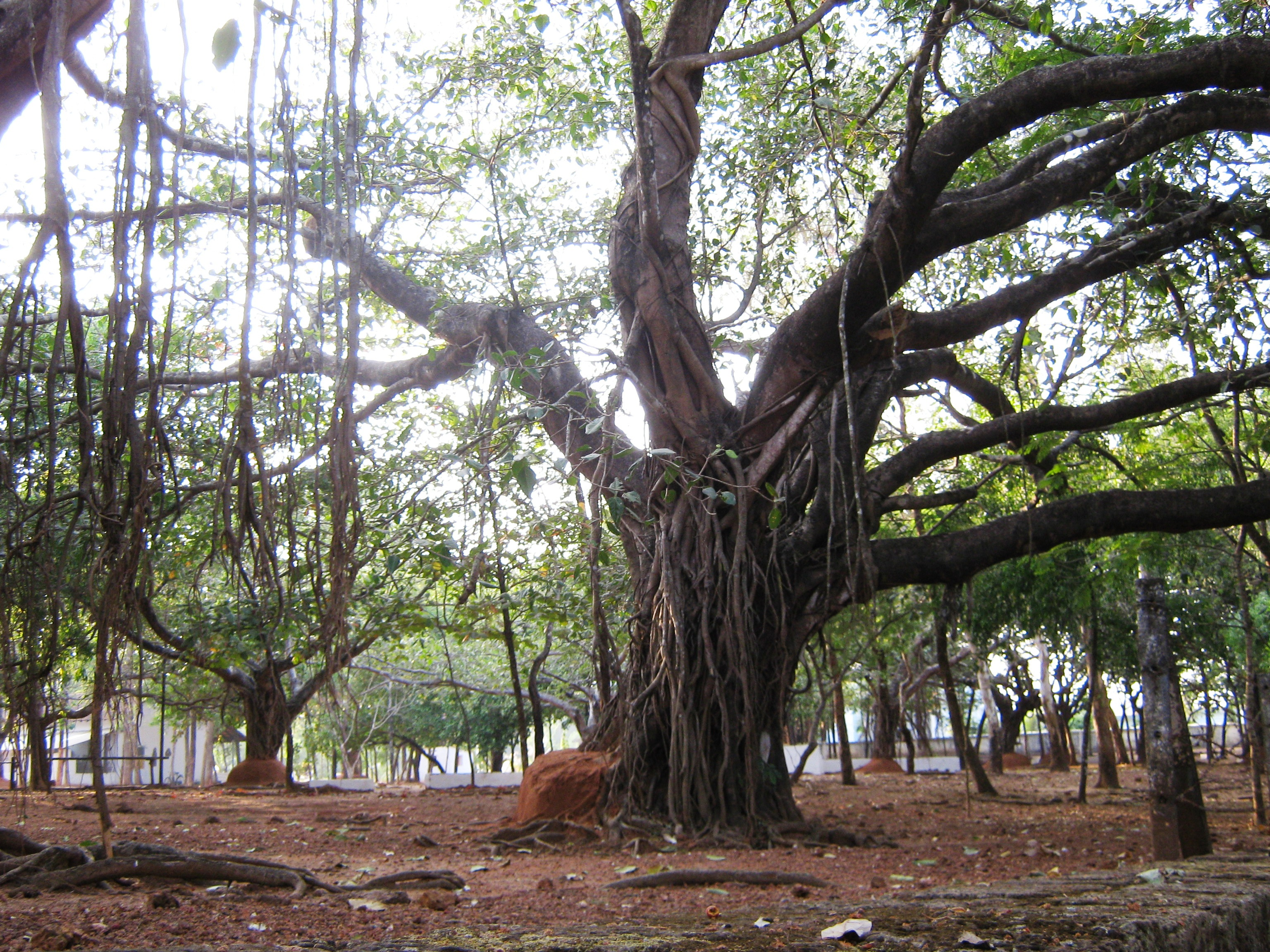
Вхід до форту
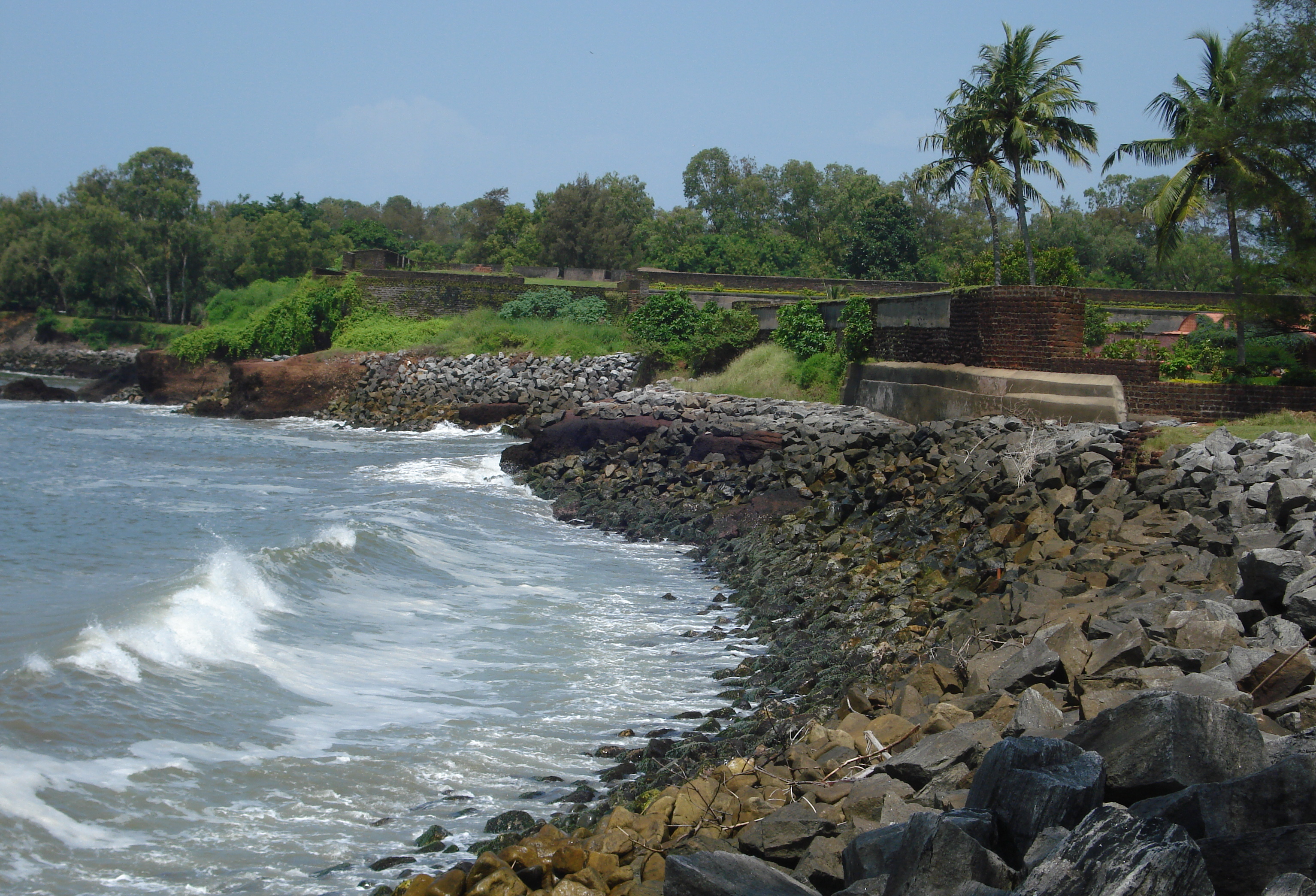
Форт Каннур та Аравійське море.
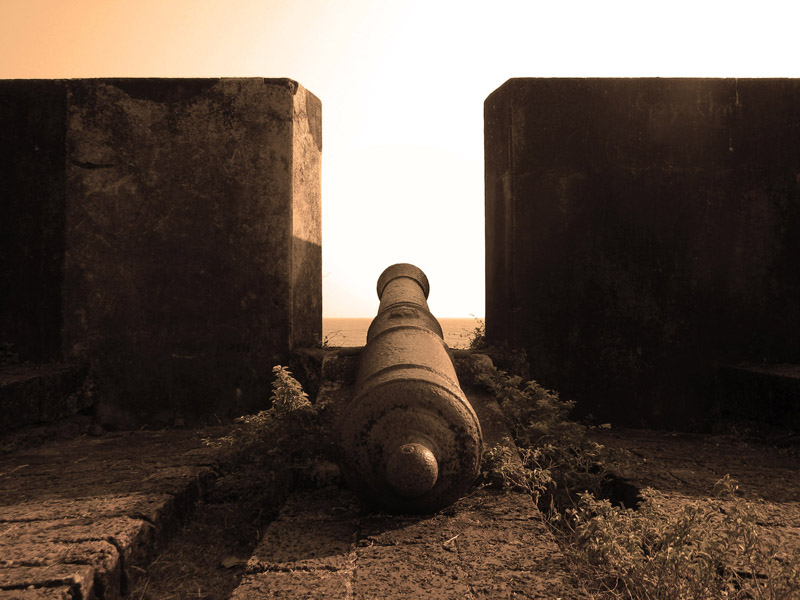
Гармата в форте Каннур.
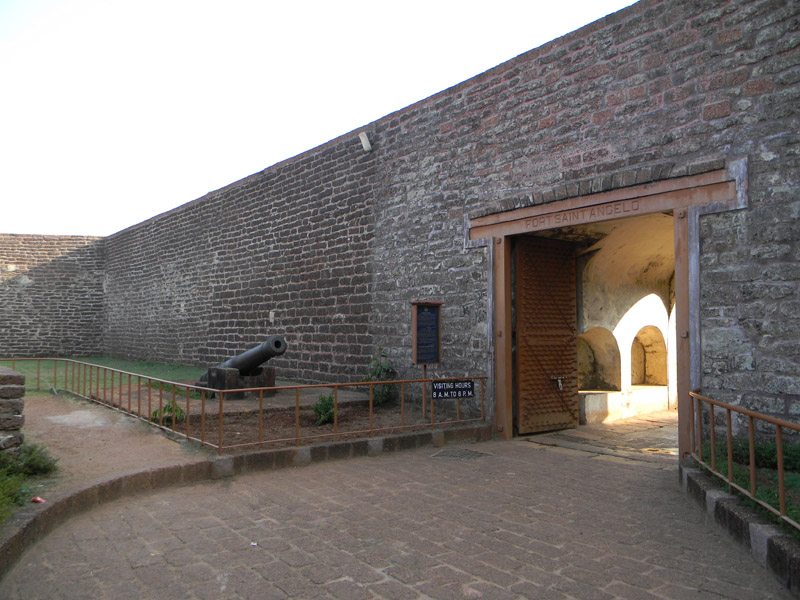
Головний вхід
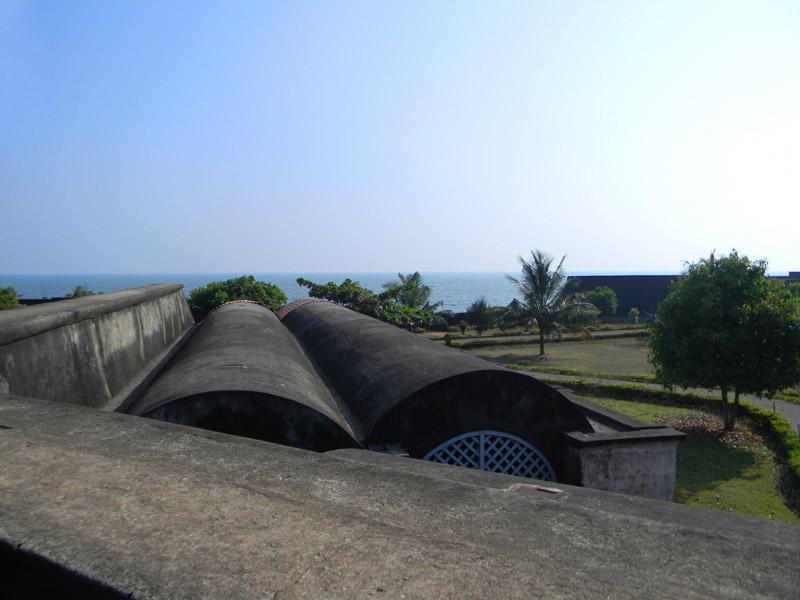
Вид зверху
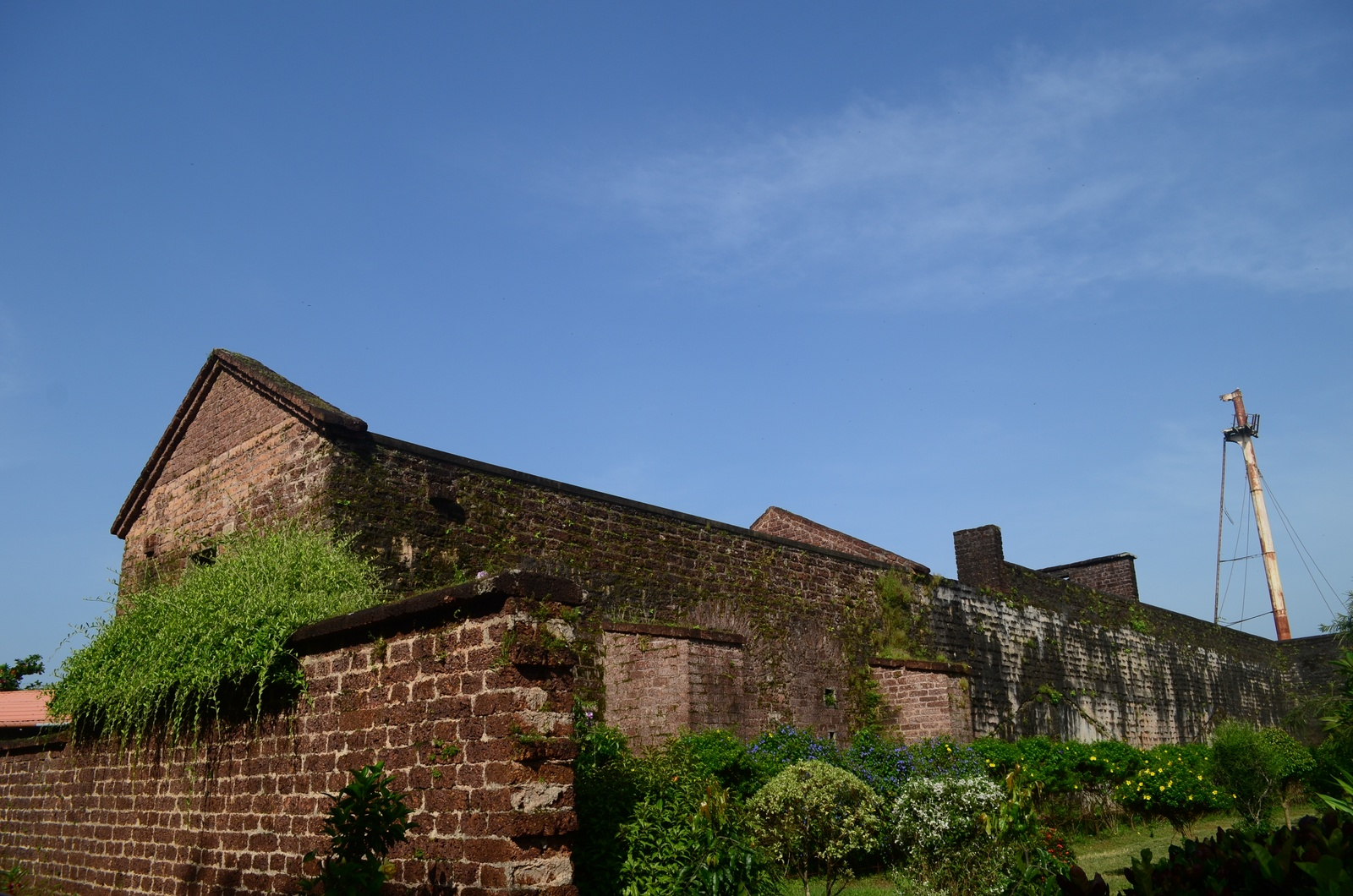
Форт Святого Ангела, Каннур